# ヴォルデマル・ハッグルンド
ヴォルデマル・ハッグルンド（Johan Woldemar Hägglund、1893年8月10日 - 1963年2月12日）は、フィンランドの軍人。中将。苗字はヘグルンドやヘッグルンド、ハグルンドなどと表記されることもある。

## 経歴
ヴィープリ出身。1915年3月、ドイツに渡り将校としてプロイセン猟兵大隊に入隊。1917年から1918年のフィンランド内戦においては白衛軍に参加し、赤衛軍と交戦した。
両大戦間期に軍管区司令官、第2師団長等を歴任。1939年から1941年、第4軍団（第12・13師団）長。冬戦争初期にソ連第8軍と戦い、フィンランド国防軍最良の指揮官の一人と評された。1939年12月1日、ソ連軍は第4軍団の陣地に対して攻勢を開始したが、ハッグルンドは敵に大損害を与えてこれを撃退した。1940年1月6日攻勢転移し、ソ連第168師団・第18狙撃師団を包囲した（第18師団は全滅）。
独ソ戦（継続戦争）開始後、エリック・ハインリッヒス将軍のカレリア軍の編成下の第7軍団（第7・19師団）長に任命される。1941年9月4日にペトロザヴォーツクに対して攻勢を開始し、10月1日に同市を奪取。メドヴェージエゴルスクに対して攻勢を継続した。1943年から1944年、軍総監。1944年、防御施設計画本部長となり国土防衛戦の準備を委任された。同年秋、対独参戦に備えてヘルシンキの防衛業務を指導した。

## パーソナル
息子のグスタフもフィンランド軍の軍人で、2001年から欧州連合軍事委員会議長。